# 葉鼓風
葉風皷（1908年—1947年），二二八事件時於宜蘭受害。

## 生平簡歷
葉風皷出生於台北，小學讀的是日治時期台北宮前公學校，畢業後曾任職於報社，但後來因身材關係而被開除。被報社開除後，葉風皷則參加警察養成所的招生考試，經過一年的訓練後順利畢業，並被派到宜蘭礁溪任職。在宜蘭認識了妻子林淑蘭，並於二十三歲時結婚。擔任警察期間曾多次調任宜蘭各地，例如：員山鄉等，最後則任職於宜蘭郡警察署轄派出所（現今的宜蘭市民族派出所）。二二八事件發生之後，由於大部份外省籍行政人員都被宜蘭的二二八事件處理委員會集中保護，為了能夠繼續維持社會秩序，因此葉風皷被當時的宜蘭市長朱正宗任命為宜蘭區署警務課代理課長。

## 遇害原因
戰後，國民政府接收台灣，起初派到宜蘭成立台北縣宜蘭區警務課的官員，由於知道葉風皷是宜蘭地區資歷較最深，也對相關業務較熟悉，因此常常找他商量事情，屬於正派的接收人員。但是一年多之後，羅大偉到宜蘭接任警務課的課長，便開始進行一些不法的行為，例如：趁抓走私的時候，撈一些私人利益等等。然而，正是因為如此，所以二二八事件發生以後，羅大偉也躲起來，以免被本省人攻擊。二二八事件發生之後，宜蘭地區屬於較平靜的地區，學生們組織隊伍維持社會秩序，仍有些本省人會去找外省人的麻煩。因此二二八事件處理委員會把外省人集中起來保護，也有些外省人自己躲了起來。而宜蘭區的警察由於已經三個月沒拿到薪水，因此沒人去上班，再加上羅大偉躲了起來，市長朱政宗才任命葉風皷為警務課代理課長，請他想辦法解決警察的問題。接任後，葉風皷首先要解決薪水的問題。他發現警務課的倉庫裡有許多走私的輪胎，為了盡快發出薪水，便賣給了南國輪胎廠。但後來葉風皷要求會計要把所得款項作帳時，發現這些走私的物品早已充公並也入了帳。而私自留下的而是羅大偉想要自己用的，因此葉風皷得罪了羅大偉，這也導致了事後葉風皷被抓的原因。

## 遇害經過
國軍進入宜蘭之後，突然實施戒嚴令，並且於三月十九日凌晨開始抓人，而葉風皷是在家被抓走的。在十九日凌晨一點左右，有人敲葉風皷的家門，並且用台語說：「非常召集！」，因此妻子林淑蘭便開門。但門一開以後，軍人便進來把葉風皷押走，並送到當時的稅務出張所(現今宜蘭縣稅捐處)接受審訊，並決定要抓去填海，但由於道路不通的緣故，於十九日晚間送到頭城媽祖廟殺害。事後家屬於頭城馬祖廟前發現其屍體，身上有兩個彈孔。另外，與其一起被殺害並埋葬的人，還另外有六個人，分別是郭章垣、蘇耀邦、林蔡齡、賴阿塗、呂金發、曾朝宜。

## 資料來源
- 張文義、沈秀華，《噶瑪蘭二二八》(台北：自立晚報，1993)。

- 台北二二八紀念館

- 吳三連台灣史料基金會